# Duitse militaire begraafplaats in Mausbach
De Duitse militaire begraafplaats in Mausbach is een militaire begraafplaats in Noordrijn-Westfalen, Duitsland. Op de begraafplaats liggen 69 Duitse militairen en 21 Duitse burgers. Ze kwamen allen om het leven tijdens de slag om het Hürtgenwald in de eindfase van de Tweede Wereldoorlog.